# Scott-SRAM MTB Racing Team
Das Scott-SRAM MTB Racing Team ist ein Schweizer Mountainbike-Radsportteam.

## Geschichte
Die Mannschaft wurde 2002 unter dem Namen Swisspower Mountain Bike Team  zur Förderung von jungen Mountainbike-Talenten in der Schweiz gegründet. 2009 wurde es in Scott-Swisspower MTB Racing-Team umbenannt. Namenssponsor ist seitdem der Sportartikelhersteller Scott Sports. Mit Ablauf der Saison 2013 wurde der Radsportbekleidunghersteller Odlo zweiter Namenssponsor und das Team wurde in Scott-Odlo umbenannt. Seite der Saison 2017 ist der amerikanische Hersteller von Fahrradkomponenten SRAM zweiter Hauptsponsor und das Team ist seitdem unter seinem aktuellen Namen registriert.
Das Team ist seit 2006 beim Weltradsportverband UCI als UCI MTB Team und seit 2010 als UCI MTB Elite Team registriert.
Ziel des Projekts war es zunächst, dass sich junge Schweizer Mountainbiketalente unter der Obhut des erfahrenen Teammanagers Thomas Frischknecht und des langjährigen Nationalcoachs Andie Seeli als Teamdirektor in einer professionellen Umgebung entwickeln. Der Fokus lag dabei auf der Vermittlung und Weitergabe von Erfahrung und Know-how. Mit Nino Schurter als Leader hat sich das Team zu einem der weltbesten Mountainbiketeams entwickelt. Teamleiter ist Thomas Frischknecht.

## Erfolge
Die Fahrer des Team haben bis zum Ende der Saison 2022 vier Olympiamedaillen, 17 Weltmeistertitel, 38 nationale Titel und 50 Weltcuperfolge errungen sowie achtmal die Weltcup-Gesamtwertung gewonnen.
- Florian Vogel – Europameister und Vizeweltmeister 2008
- Nino Schurter – Olympiasieger 2016 und 2021, Olympiamedaillengewinner 2008 und 2012, zehnfacher Weltmeister und achtfacher Gesamtweltcup-Sieger
- Kate Courtney – fünf Weltcup-Erfolge und Gesamtweltcup-Siegerin 2019, Panamerika-Meisterin 2019
- Lars Forster – ein Weltcup-Erfolg 2019, Europameister 2021